# ジャクソン・メリル
ジャクソン・ピーター・メリル（Jackson Peter Merrill, 2003年4月19日 - ）は、アメリカ合衆国メリーランド州ボルチモア出身のプロ野球選手（外野手）。右投左打。MLBのサンディエゴ・パドレス所属。

## 経歴
2021年のMLBドラフト1巡目（全体27位）でサンディエゴ・パドレスから指名され、予定していたケンタッキー大学への進学を取りやめプロ入り。契約金は180万ドル。傘下のルーキー級アリゾナ・コンプレックスリーグ・パドレスでプロデビューし、31試合に出場して打率.280、10打点の成績を記録した。
2022年はルーキー級アリゾナ・コンプレックスリーグで開幕を迎え、シーズン途中にA級レイクエルシノア・ストームへ昇格した。
2023年6月26日、オールスター・フューチャーズゲームに選出された。シーズンオフのMLBパイプライン(MLB.com)プロスペクトランキングではMLB全体12位と評価を上げた。
2024年3月20日、メジャー契約を結んだ。アマチュア時代・マイナーリーグ時代を通してほぼ遊撃手専門だったが、パドレスのロースターにはキム・ハソンらがおり、一方で外野が手薄だったことから、外野手として開幕ロースター入りした。同日のロサンゼルス・ドジャース戦（開幕戦）に「9番・中堅手」で先発出場し、メジャーデビューを果たした。AAAを飛び級してのデビューであり、20歳以下で中堅手としてMLB開幕戦に先発出場した選手はケン・グリフィー・ジュニア、アンドリュー・ジョーンズに次ぐMLB史上3人目。シーズンでも好調を維持し、球団史上最年少でMLBオールスターゲームに選出された。MLBデビュー年での選出も球団史上初。
2025年3月27日、開幕ロースター入りした。4月2日にパドレスと9年の契約延長を結んだ。総額で1億3500万ドルで出来高を含めれば最大2億400万ドルに達し、さらに10年目の球団オプションが付く（年俸は3000万ドル）。

## 詳細情報

### 年度別打撃成績
| 年 度    | 球 団    | 試 合 | 打 席 | 打 数 | 得 点 | 安 打 | 二 塁 打 | 三 塁 打 | 本 塁 打 | 塁 打 | 打 点 | 盗 塁 | 盗 塁 死 | 犠 打 | 犠 飛 | 四 球 | 敬 遠 | 死 球 | 三 振 | 併 殺 打 | 打 率 | 出 塁 率 | 長 打 率 | O P S |
| -------- | -------- | ----- | ----- | ----- | ----- | ----- | -------- | -------- | -------- | ----- | ----- | ----- | -------- | ----- | ----- | ----- | ----- | ----- | ----- | -------- | ----- | -------- | -------- | ----- |
| 2024     | SD       | 156   | 593   | 554   | 77    | 162   | 31       | 6        | 24       | 277   | 90    | 16    | 3        | 4     | 5     | 29    | 1     | 1     | 101   | 2        | .292  | .326     | .500     | .826  |
| MLB：1年 | MLB：1年 | 156   | 593   | 554   | 77    | 162   | 31       | 6        | 24       | 277   | 90    | 16    | 3        | 4     | 5     | 29    | 1     | 1     | 101   | 2        | .292  | .326     | .500     | .826  |

- 2024年度シーズン終了時

### 年度別守備成績
| 年 度 | 球 団 | 中堅（CF） | 中堅（CF） | 中堅（CF） | 中堅（CF） | 中堅（CF） | 中堅（CF） |
| 年 度 | 球 団 | 試 合      | 刺 殺      | 補 殺      | 失 策      | 併 殺      | 守 備 率   |
| ----- | ----- | ---------- | ---------- | ---------- | ---------- | ---------- | ---------- |
| 2024  | SD    | 155        | 392        | 8          | 3          | 4          | .993       |
| MLB   | MLB   | 155        | 392        | 8          | 3          | 4          | .993       |

- 2024年度シーズン終了時

### 記録
MLB
- MLBオールスターゲーム選出：1回（2024年）

MiLB
- オールスター・フューチャーズゲーム選出：1回（2023年）

### 背番号
- 3（2024年 - ）